# Osina (województwo łódzkie)
Osina – wieś w Polsce położona w województwie łódzkim, w powiecie bełchatowskim, w gminie Kluki.
W latach 1975–1998 miejscowość położona była w województwie piotrkowskim.